# Mojowangi
Mojowangi is een bestuurslaag in het regentschap Jombang van de provincie Oost-Java, Indonesië. Mojowangi telt 3116 inwoners (volkstelling 2010).